# Yaginumaella thimphuica
Yaginumaella thimphuica là một loài nhện trong họ Salticidae. Loài này được phát hiện ở Bhutan.